# Liars All
Liars All è un film del 2013 scritto e diretto da Brian Brightly.

## Trama
Un gruppo di amici si riunisce per passare insieme la vigilia di Capodanno. È sera ci si diverte e incomincia un gioco provocante che sfugge al controllo dei partecipanti e ci scappa il morto. Trovare l'assassino tra testimonianze contraddittorie e segreti sarà un'impresa ardua.

## Distribuzione
Il film è uscito negli Stati Uniti d'America il 6 agosto 2013.